# Patrick Moran (hockey sur glace)
Temple de la renommée : 1958
Patrick Joseph Moran, surnommé « Paddy », (11 mars 1877 - 14 janvier 1966) est un gardien de but canadien de hockey sur glace. Il remporte la Coupe Stanley à deux reprises avec le Club de hockey de Québec en tant que meilleure équipe de l'Association nationale de hockey en 1912 et 1913. Il intègre le Temple de la renommée du hockey en 1958. Il est le premier gardien de but né à Québec à intégrer le Temple de la renommée.

## Biographie

### Vie privée
Patrick Joseph Moran est né le 11 mars 1877 dans la ville de Québec au Canada ; il est le fils de Margaret Dorsey et de John Moran. Les parents viennent tous les deux d'Irlande et élèvent leurs six enfants dans le quartier irlandais de Cap-Blanc. En 1897, il travaille comme électricien pour les tramways du District Railway Co et en 1903, Moran se marie avec Maud Roe, la sœur d'un de ses collègues de travail.
La famille Moran a des jumeaux en 1905 mais seul Joseph Emmet survit à l'accouchement le deuxième jumeau est mort-né. Deux ans plus tard, en 1907, Patrick Junior naît. En 1910, la vie de Moran connaît un tournant : ainsi, il perd tout d'abord sa mère fin février puis ses deux fils sont emportés à dix-sept jours d'intervalles début mai.

### Ses débuts juniors puis intermédiaires

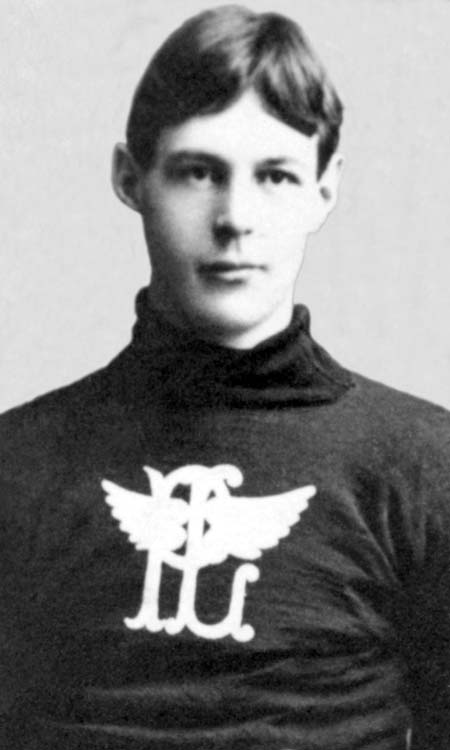
Hod Stuart (ici avec le Portage Lakes Hockey Club) joue aux côtés de Moran en 1902.

Il fait ses études au sein du St. Patrick School mais comme son école ne possède pas d'équipe de hockey sur glace, il débute à 15 ans avec l'équipe de Sarsfield. Il joue aussi bien au hockey sur glace qu'au jeu de crosse ; ainsi, avec son frère aîné, Thomas, il remporte le titre de champion de Québec de crosse en 1894-1895. Deux ans plus tard, il rejoint les Dominions avec lesquels il manque le titre de champion junior de Québec en perdant contre les Crescents.
Il rejoint par la suite les Stars et remporte en 1898 le titre le champion junior de Québec en battant les Crescents sur le score de 4-0. Dès la saison suivante, Moran rejoint les Crescents et il fait partie de l'équipe qui joue et remporte une rencontre contre le Club de hockey de Québec 2-1 en janvier 1899. En mars 1901, Moran et les Crescents gagnent la Ligue intermédiaire du Québec en battant l'équipe de Montréal II sur le score de 5-2. Une semaine plus tard, le gardien est invité avec le Club de hockey de Québec pour une série de matchs de démonstration à Halifax.

### Sa carrière professionnelle

#### Les premières saisons dans la CAHL — 1901-1905
Le 20 novembre 1901, la réunion annuelle de la grande équipe de Québec a lieu et la direction affirme sa volonté de réaliser une grande campagne de recrutements. Ainsi, dix-huit joueurs participent au premier entraînement de la saison du club, dont Paddy Moran. Le premier match de Moran sous ses nouvelles couleurs n'est pas une réussite puisqu'il accorde six buts en seize minutes lors d'une défaite 9-5 contre les Victorias de Montréal. La deuxième rencontre est meilleure pour le gardien qui malgré un coup de patin au-dessus de l'œil permet à son équipe de l'emporter 2-1 contre le club de hockey d'Ottawa. Au cours de cette saison dans la Canadian Amateur Hockey League, le club de Québec remporte quatre succès pour autant de défaites alors que Percy Lemesurier et Hod Stuart, le capitaine de l'équipe, finissent meilleurs pointeurs de l'équipe avec cinq réalisations chacun. Moran joue les huit rencontres de sa formation alors que celle-ci se classe quatrième sur cinq.
Lors de la deuxième saison que joue Moran avec Québec, en 1902-1903, il n'a que 23 ans mais avec quatre ans de plus que la moyenne de la formation, il est figure parmi les vétérans de l'équipe. De plus, malgré cette saison, uniquement trois victoires et quatre défaites, il est souvent cité comme un des meilleurs gardiens de la ligue.
En 1903-1904, alors qu'Ottawa est premier du classement avec quatre victoires, les joueurs du club arrivent en retard au quatrième match. La ligue impose que la rencontre soit rejouée, Ottawa accepte à condition de rejouer le match en fin de saison et uniquement si le résultat est capital pour le classement. Quand les autres équipes refusent cette proposition, le club d'Ottawa décide de quitter l'organisation. Ainsi, le match décisif de la saison a lieu le 20 février entre les joueurs de Québec et les Victorias de Montréal sur la glace de Montréal. À la fin de la première mi-temps, les Montréalais mènent 6-5 et à onze minutes de la fin, les deux équipes sont à égalité sept buts partout. Deux buts de plus sont inscrits par les joueurs de Québec qui prennent alors la première place du classement avec une fiche de sept victoires, dont deux sur tapis vert. Herb Jordan inscrit six buts au cours de la victoire des siens.
Cependant Québec manque l'occasion de jouer une série pour la Coupe Stanley. En effet, le club d'Ottawa est le dernier vainqueur de la Coupe Stanley et à la suite de leur départ de la CAHL, le trustee de la Coupe, Philip Dansken Ross, déclare que même si Ottawa a quitté la ligue, il est toujours possesseur du trophée. Les dirigeants de Québec soutiennent pour leur part qu'en étant champions de la CAHL, ils remportent également la Coupe Stanley et donc qu'ils n'ont pas à jeter un défi à Ottawa pour recevoir le fameux trophée. Les deux partis campent sur leur position et ainsi, Québec est sacré champion mais ne reçoit pas la Coupe Stanley à la fin de cette saison.

#### Dans l'ANH — 1909-1917
En fin d'année 1909, l'ECAHA décide d'arrêter ses activités afin d'exclure les Wanderers de Montréal et deux ligues découlent de cet arrêt : l'Association nationale de hockey d'un côté et l'Association canadienne de hockey de l'autre. Moran change d'équipe pour rejoindre celle des All-Montreal HC dans laquelle évolue Art Ross. Il signe ainsi un contrat de 2 000 dollars avec une prime de 200 dollars dans le cas où l'équipe remporte le championnat. Cela n'arrivera jamais car seulement après quatre rencontres jouées par l'équipe, le club a déjà perdu 1 800 dollars.
La situation du club n'est pas isolée et une rencontre est prévue le 15 janvier entre les deux ligues pour parler d'une fusion ; finalement, seuls les Shamrocks de Montréal et l'équipe d'Ottawa ont le droit de passer de l'ACH aux rangs de l'ANH. Les autres équipes, dont celle de Moran mais également celle de Québec, sont laissées de côté et le gardien québécois trouve une place au sein de l'équipe des Comets de Haileybury pour 800 dollars. Le 12 novembre 1910, le club de Québec se voit accorder une place au sein de l'ANH en remplacement des équipes de Haileybury et des Silver Kings de Cobalt. Moran revient au club et affirme qu'il ne retrouvera plus jamais le niveau de rémunérations qu'il avait la saison précédente. Le nouveau club de Québec finit la saison avec une fiche de seulement quatre victoires en seize rencontres, derniers de la saison 1910-1911.
L'équipe de Québec aborde la saison 1911-1912 avec une volonté de changer son image d'équipe perdante — depuis 1905, l'équipe compte 19 victoires pour 42 défaites. Après un match de préparation qui se conclut sur le score de 23-3 pour Québec, le retour à la réalité est dur pour le club qui perd son match d'ouverture 9-5 contre les Wanderers et Moran est pris pour cible des critiques à l'issue du match. Le club aligne deux défaites lors des deux rencontres suivantes sur le score de 5-4. À la suite de ses mauvais débuts, le poste de capitaine est donné au jeune Joe Malone âgé de 21 ans. Le 17 janvier, l'équipe enchaîne une deuxième victoire de suite même si la partie, une victoire 5-4 contre les Wanderers, est entachée par l'expulsion de Moran. Un mois plus tard, le 14 février, Moran fait une nouvelle fois parler de lui. Alors que l'équipe est opposée aux Canadiens de Montréal, il reçoit un lancer puissant de Didier « Cannonball » Pitre au visage et reste inconscient un petit moment. Quand il revient à lui, le premier réflexe du portier québécois est de savoir s'il a réussi à arrêter le tir. Malgré un hématome au visage, Moran termine le match à sa place et ne concède qu'un but avant la fin du match pour la victoire 2-1 des siens.
Le 2 mars 1912, les équipes de Québec et d'Ottawa sont opposées à Ottawa lors d'un match qui peut donner le titre aux « Sénateurs » en cas de victoires. Ce sont eux qui prennent le devant rapidement dans le match en menant 2-0. Québec revient dans la partie avant la fin du deuxième tiers-temps par deux buts de Joe Hall et de Malone. À quelques minutes de la fin du match, Ottawa est devant en menant la partie sur le score de 5-4 mais Malone inscrit le but égalisateur à sept secondes de la fin du match. Le capitaine de Québec réalise la passe décisive pour le but de la victoire à Hall au cours de la cinquième période et Québec s'assure au minimum d'une égalité en tête du classement de l'ANH avec 10 victoires et huit défaites alors qu'Ottawa, dont la fiche est de 9 victoires et 8 défaites, a encore un match à jouer contre les Wanderers. Cette dernière rencontre tourne à l'avantage de l'équipe de Montréal, 5-2, et Québec remporte le Trophée O'Brien de la meilleure équipe de l'ANH mais également la Coupe Stanley.
Les joueurs de Québec doivent défendre leur nouveau trophée peu de temps après, contre les Victorias de Moncton. Le premier match a lieu le 11 mars 1912 et pour la première fois de l'histoire de la Coupe, la rencontre se joue avec six joueurs de chaque côté. Malone est affaibli par la grippe mais inscrit tout de même trois buts alors que Jack McDonald en inscrit quatre de plus et Hall deux ; Québec s'impose sur le score de 9-3. Le deuxième match tourne également à l'avantage des joueurs de Québec puisque Malone compte deux points, McDonald cinq et Walter Rooney un alors que l'équipe s'impose 8-0. Paddy Moran, réalise le premier blanchissage de l'ère professionnelle de la Coupe Stanley.
En 1917, il doit arrêter sa carrière de joueur afin de se consacrer à son nouvel employeur l'hôtel des Douanes. Il continue par la suite à suivre le hockey et à la fin de sa vie devient un habitué des matchs des As de Québec.

## Style de jeu
Moran mesure 1 mètre 80 pour 82 kg et il est alors considéré comme étant un grand gardien pour son époque. Au début du hockey sur glace, les gardiens n'ont pas le droit de se mettre à genou ou sur la glace pour arrêter les rondelles et la taille de Moran est donc pour lui un atout. Moran est connu pour défendre de manière particulièrement agressive son but : il a ainsi pour habitude de taper avec sa crosse les adversaires passant à portée. Il a l'habitude de consommer du tabac à chiquer et de le cracher sur ses adversaires. Une autre tactique utilisée par Moran est celle de porter d'amples vêtements, soi-disant pour lui tenir chaud. En réalité, il n'hésite pas à se servir du surplus de vêtement pour augmenter sa taille et ses chances d'arrêter les tirs.

## Statistiques du joueurs
Pour les significations des abréviations, voir Statistiques du hockey sur glace.
| Saison    | Équipe                   | Ligue      |    | Saison régulière | Saison régulière | Saison régulière | Saison régulière | Saison régulière | Saison régulière | Saison régulière | Saison régulière | Saison régulière | Saison régulière |   | Séries éliminatoires | Séries éliminatoires | Séries éliminatoires | Séries éliminatoires | Séries éliminatoires | Séries éliminatoires | Séries éliminatoires | Séries éliminatoires | Séries éliminatoires |
| Saison    | Équipe                   | Ligue      | PJ | V                | D                | Pr/N             | Min              | BC               | Moy              | % Arr            | Bl               | Pun              | PJ               | V | D                    | Min                  | BC                   | Moy                  | % Arr                | Bl                   | Pun                  |                      |                      |
| 1900      | Crescents de Québec      | AHAC Int.  |    |                  |                  |                  |                  |                  |                  |                  |                  |                  |                  |   |                      |                      |                      |                      |                      |                      |                      |                      |                      |
| 1901      | Crescents de Québec      | AHAC Int.  |    |                  |                  |                  |                  |                  |                  |                  |                  |                  |                  |   |                      |                      |                      |                      |                      |                      |                      |                      |                      |
| 1902      | Club de hockey de Québec | CAHL       | 8  | 4                | 4                | 0                | 480              | 34               | 4,25             |                  | 0                |                  |                  |   |                      |                      |                      |                      |                      |                      |                      |                      |                      |
| 1903      | Club de hockey de Québec | CAHL       | 7  | 3                | 4                | 0                | 420              | 46               | 6,57             |                  | 0                |                  |                  |   |                      |                      |                      |                      |                      |                      |                      |                      |                      |
| 1904      | Club de hockey de Québec | CAHL       | 6  | 7                | 1                | 0                | 360              | 37               | 6,17             |                  | 0                |                  |                  |   |                      |                      |                      |                      |                      |                      |                      |                      |                      |
| 1905      | Club de hockey de Québec | CAHL       | 9  | 7                | 2                | 0                | 540              | 45               | 5,00             |                  | 0                |                  |                  |   |                      |                      |                      |                      |                      |                      |                      |                      |                      |
| 1906      | Club de hockey de Québec | ECAHA      | 10 | 3                | 7                | 0                | 619              | 70               | 6,79             |                  | 0                |                  |                  |   |                      |                      |                      |                      |                      |                      |                      |                      |                      |
| 1907      | Club de hockey de Québec | ECAHA      | 6  | 0                | 6                | 0                | 362              | 58               | 9,61             |                  | 0                |                  |                  |   |                      |                      |                      |                      |                      |                      |                      |                      |                      |
| 1907-1908 | Club de hockey de Québec | ECAHA      | 10 | 5                | 5                | 0                | 602              | 74               | 7,38             |                  | 0                |                  |                  |   |                      |                      |                      |                      |                      |                      |                      |                      |                      |
| 1909      | Club de hockey de Québec | ECHA       | 12 | 3                | 9                | 0                | 720              | 106              | 8,83             |                  | 0                |                  |                  |   |                      |                      |                      |                      |                      |                      |                      |                      |                      |
| 1909-1910 | All-Montreal HC          | ACH        | 4  | 2                | 2                | 0                | 240              | 24               | 6,00             |                  | 0                |                  |                  |   |                      |                      |                      |                      |                      |                      |                      |                      |                      |
| 1910      | Comets de Haileybury     | ANH        | 11 | 3                | 8                | 0                | 665              | 80               | 7,22             |                  | 0                |                  |                  |   |                      |                      |                      |                      |                      |                      |                      |                      |                      |
| 1910-1911 | Club de hockey de Québec | ANH        | 16 | 4                | 12               | 0                | 983              | 97               | 5,92             |                  | 0                |                  |                  |   |                      |                      |                      |                      |                      |                      |                      |                      |                      |
| 1911-1912 | Club de hockey de Québec | ANH        | 18 | 10               | 8                | 0                | 1 099            | 78               | 4,26             |                  | 0                |                  | 2                | 2 | 0                    | 120                  | 3                    | 1,50                 |                      | 1                    |                      |                      |                      |
| 1911-1912 | Étoiles de l'ANH         | Exhibition | 3  | 1                | 2                | 0                | 180              | 23               | 7,67             |                  | 0                |                  |                  |   |                      |                      |                      |                      |                      |                      |                      |                      |                      |
| 1912-1913 | Club de hockey de Québec | ANH        | 20 | 16               | 4                | 0                | 1 215            | 75               | 3,70             |                  | 1                |                  | 2                | 2 | 0                    | 120                  | 5                    | 2,50                 |                      | 0                    |                      |                      |                      |
| 1912-1913 | Club de hockey de Québec | Exhibition | 3  | 1                | 2                | 0                | 180              | 23               | 5,33             |                  | 0                |                  |                  |   |                      |                      |                      |                      |                      |                      |                      |                      |                      |
| 1913-1914 | Club de hockey de Québec | ANH        | 20 | 12               | 8                | 0                | 1 225            | 73               | 3,58             |                  | 1                |                  |                  |   |                      |                      |                      |                      |                      |                      |                      |                      |                      |
| 1914-1915 | Club de hockey de Québec | ANH        | 20 | 11               | 9                | 0                | 1 305            | 85               | 3,91             |                  | 0                |                  |                  |   |                      |                      |                      |                      |                      |                      |                      |                      |                      |
| 1915-1916 | Club de hockey de Québec | ANH        | 22 | 10               | 10               | 0                | 1 391            | 82               | 3,54             |                  | 0                |                  |                  |   |                      |                      |                      |                      |                      |                      |                      |                      |                      |
| 1916-1917 | Club de hockey de Québec | ANH        | 7  | 1                | 5                | 0                | 307              | 35               | 6,84             |                  | 0                |                  |                  |   |                      |                      |                      |                      |                      |                      |                      |                      |                      |

## Trophées et honneurs personnels
- 1894-1895 : champion de Québec avec Sarsfield (crosse)
- 1897-1898 : champion junior de Québec avec les Stars de Québec (hockey sur glace)
- 1900-1901 : champion de la Ligue intermédiaire du Québec avec les Crescents de Québec (hockey sur glace)
- 1903-1904 : champion de la Canadian Amateur Hockey League avec le Club de hockey de Québec (hockey sur glace)
- 1911-1912 : champion de la Coupe Stanley avec le Club de hockey de Québec (hockey sur glace)
- 1912-1913 : champion de la Coupe Stanley avec le Club de hockey de Québec (hockey sur glace)
- 1958 : admis au Temple de la renommée du hockey